# ソフィア・デ・ボルボン
ソフィア・デ・トードス・ロス・サントス・デ・ボルボン・イ・オルティス（スペイン語: Sofía de Todos los Santos de Borbón y Ortiz, 2007年4月29日 - ）は、スペインの王族、スペイン王女（Infanta de España）。
スペイン王フェリペ6世の次女で、前スペイン王フアン・カルロス1世の孫娘。スペイン王位継承順位では姉アストゥリアス女公レオノール王女に次いで第2位に位置する。

## 人物・来歴
アストゥリアス公フェリペ（現国王フェリペ6世）と、その妻のアストゥリアス公妃レティシア（現王妃）の間の次女（第2子）として、マドリードのルベル国際病院で生まれた。2007年7月15日にサルスエラ宮殿において、マドリード大司教アントニオ・マリア・ロウコ・バレラ枢機卿の主宰による王女の洗礼式が行われた。洗礼名は父方の祖母のソフィア王妃にちなむ。またスペイン王室の伝統として、諸聖人の加護を受けるべく「トードス・ロス・サントス（Todos los Santos）」が洗礼名に加えられた。洗礼の代父母は、母方の祖母パロマ・ロカソラーノ（Paloma Rocasolano）とヴィディン公コンスタンティン・アセン（シメオン・サクスコブルクゴツキの四男）が務めた。